# De 80's & 90's Kwis
De 80's & 90's Kwis was een Nederlandse quiz op Talpa gepresenteerd door Jan Joost van Gangelen. In deze quiz werden herinneringen op het gebied van mode, media, muziek en nieuws omhoog gehaald van het jaar dat in die week centraal stond.